# Flaviviridae
Čeleď Flaviviridae zahrnuje 4 rody: Flavivirus, Pegivirus, Pestivirus a Hepacivirus, skupinu virů hepatitidy C. Flaviviry jsou v porovnání s togaviry menší, dosahují průměrné velikosti 40-60 nm. Genom tvoří jedna molekula jednovláknové RNA s pozitivní polaritou (+). Viriony obsahují 3 strukturální proteiny – obalový glykoprotein, dřeňový protein a membránový protein. Replikují se v cytoplazmě a lipidový obal získávají pučením do cytoplazmatických vezikulů. Podobně jako togaviry vykazují hemaglutinační aktivitu v závislosti na pH.